# Деян Тиаго-Станкович
Деян Тиаго-Станкович е сръбски писател и преводач.

## Биография
Деян Тиаго-Станкович е роден на 2 ноември 1965 г. в Белград. От 1996 г. живее в Лисабон. Негово дело са първите преводи на Жозе Сарамаго на сръбски и на Иво Андрич на португалски.
За „Ещорил“ (2015), високо оценен от историци, критика, читатели и медии, получава отличието „Бранко Чопич“ на Сръбската академия на науките и изкуствата, Британската награда за най-добър исторически роман (2018) и номинация за Международната дъблинска литературна награда. 
Почина на 20 декември 2022 г. в Лисабон.

## Произведения
- Estoril, ratni roman (2015)
Ещорил: военен роман, изд.: ИК „Колибри“, София (2019), прев. Жела Георгиева
- Odakle sam bila više nisam i druge lisabonske priče (2012)
- Zamalek, roman o kismetu (2020) - награда за литература на ЕС